# تفاح تفاحي
تفاح تفاحي (الاسم العلمي: Malus malus) هي نوع نباتي يتبع جنس التفاح من الفصيلة الوردية.  